# Hemipeplus miyamotoi
Hemipeplus miyamotoi es una especie de coleóptero de la familia Mycteridae.

## Distribución geográfica
Habita en Japón y Taiwán.